# Igreja de Santo Agostinho (Coburgo)
A Igreja Santo Agostinho (em alemão: St. Augustinkirche) é um templo católico localizado na cidade de Coburgo, na Alemanha.

## História
Em 1353, Frederico III de Wettin recebeu como dote pelo seu casamento com Catarina de Heneberga o estado de Coburgo (Pflege Coburg). Em 1524, a chamada Linha Ernestina aderiu à Reforma Protestante por influência do teólogo luterano Balthasar Düring e, em 1528, foi rezada a última missa católica em Coburgo, na Capela de São Nicolau.

## Sepultados na Igreja de Santo Agostinho
- Augusto de Saxe-Coburgo-Gota
- Clementina de Orléans
- Fernando I da Bulgária
- Leopoldina do Brasil
- Luís Augusto de Saxe-Coburgo-Gota
- José Fernando de Saxe-Coburgo-Gota
- Augusto Leopoldo de Saxe-Coburgo e Bragança
- Pedro Augusto de Saxe-Coburgo e Bragança
- Príncipe Leopoldo Clemente de Saxe-Coburgo-Gota
- Fernando Filipe de Saxe-Coburgo-Gota
- Doroteia de Saxe-Coburgo-Gota
- Luís Gastão de Saxe-Coburgo-Gota